# Władysławowo
Władysławowo (casubio/pomeranio: Wiôlgô Wies, en alemán: Großendorf) es una pequeña ciudad que se encuentra ubicada en el Condado de Puck, voivodato de Pomerania, al norte de Polonia.
Se encuentra al inicio de la extensa y angosta península de Hel,  constituida de arena, en la costa sur del mar Báltico.

## Enlaces
- Wikimedia Commons alberga una categoría multimedia sobre Władysławowo.
- Władysławowo - Página oficial.
- Władysławowo Archivado el 16 de diciembre de 2018 en Wayback Machine.

- Datos: Q836965
- Multimedia: Władysławowo / Q836965